# Iriona
Iriona is een gemeente (gemeentecode 0203) in het departement Colón in Honduras. De gemeente ligt aan de Atlantische Oceaan.
De gemeente is in 1892 afgesplitst van de gemeente Trujillo. De hoofdplaats was eerst Iriona Viejo, maar is later verplaatst naar Puerto Buchard, dat omgedoopt werd in Iriona.
De gemeente is relatief groot en dunbevolkt. In feite gaat het gebied hier al over in La Mosquitia.

## Bevolking
De bevolking is als volgt verdeeld:
| Vrouwen | 14.767 | 50,8% |
| Mannen  | 14.320 | 49,2% |

## Dorpen
De gemeente bestaat uit elf dorpen (aldea), waarvan de grootste qua inwoneraantal: Las Champas u Ocotales (code 020305) en Sico (020310).